# 石川豊成
石川 豊成（いしかわ の とよなり）は、奈良時代の公卿。従三位・石川石足の子。官位は正三位・中納言。

## 経歴
式部大丞等を経て、孝謙朝の天平勝宝6年（754年）従五位下・右少弁に叙任され、同年東山道巡察使に任ぜられる。のち、天平宝字2年（758年）畿内七道に対して問民苦使が派遣された際に、豊成は畿内使となる。同年8月に淳仁天皇の即位に伴って従五位上、天平宝字3年（759年）左中弁、天平宝字4年（760年）正五位下、天平宝字5年（761年）正五位上、天平宝字6年（762年）従四位下・右大弁と藤原仲麻呂政権下で弁官を務めながら順調に昇進し、同年12月には参議に任ぜられ公卿に列した。また、この間の天平勝宝6年（754年）太皇太后・藤原宮子崩御、天平勝宝8歳（756年）聖武上皇崩御では御装束司を、天平宝字4年（760年）光明皇太后崩御にあたっては前後次第司を務めている。
天平宝字8年（764年）正月に従四位上に叙せられるが、同年9月に発生した藤原仲麻呂の乱では仲麻呂側に加勢しなかったらしく、乱発生直後に正四位下に昇叙された。称徳朝では議政官として右大弁・大蔵卿・大宰帥・宮内卿・右京大夫などを兼帯し、天平神護元年（765年）には従三位に叙せられた。また、神護景雲4年（770年）の称徳天皇の崩御に際しては山陵司を務める。
同年10月光仁天皇の即位に伴い正三位に叙せられ、翌宝亀2年（771年）中納言に昇進する。宝亀3年（772年）9月8日薨去。最終官位は正三位中納言兼宮内卿右京大夫。
天平宝字3年（759年）頃に越中国射水郡に家領があったとの記録がある。

## 官歴
注記のないものは『続日本紀』による。
- 時期不詳：正六位上
- 天平17年（746年）2月21日：見式部大丞[3]
- 天平勝宝6年（754年） 正月16日：従五位下。4月5日：右少弁。7月20日：御装束司（太皇太后・藤原宮子葬儀）。11月1日：東山道巡察使
- 天平勝宝8歳（756年） 5月3日：御装束司（聖武上皇葬儀）
- 天平宝字2年（758年） 正月5日：畿内問民苦使。8月1日：従五位上
- 天平宝字3年（759年） 7月3日：左中弁
- 天平宝字4年（760年） 正月4日：正五位下。6月7日：前後次第司（光明皇太后崩御）
- 天平宝字5年（761年） 4月27日：正五位上
- 天平宝字6年（762年） 正月4日：従四位下。正月9日：右大弁。4月1日：兼尾張守。12月1日：参議
- 天平宝字8年（764年） 正月7日：従四位上。9月13日：正四位下。10月20日：兼大蔵卿、右大弁如故
- 天平神護元年（765年） 8月23日：大宰帥。9月3日：従三位
- 神護景雲2年（768年） 11月13日：宮内卿
- 神護景雲4年（770年） 6月3日：兼右京大夫。8月4日：山陵司（称徳天皇崩御）。10月1日：正三位
- 宝亀2年（771年） 3月13日：中納言
- 宝亀3年（772年） 9月8日：薨去（正三位中納言兼宮内卿右京大夫）

## 系譜
- 父：石川石足[4]
- 母：不詳
- 生母不詳の子女
  - 十男：石川河主（754年 - 830年）[5]